# Vizille
 Vizille  es una población y comuna francesa, en la región de Auvernia-Ródano-Alpes, departamento de Isère, en el distrito de Grenoble y cantón de Vizille.

## Demografía
| 6493 | 6882 | 6986 | 7162 | 7094 | 7465 |
| Para los censos de 1962 a 1999 la población legal corresponde a la población sin duplicidades (Fuente: INSEE [Consultar]) |      |      |      |      |      |

## Lugares y monumentos
- El Castillo de Vizille, antiguamente llamado castillo del duque de Lesdiguières, sirvió para estancias cortas de varios presidentes de la República francesa antes de ser vendido al Consejo General de Isère. Alberga el museo de la Revolución francesa. El parque del castillo se extiende sobre 100 hectáreas y comprende una rosaleda, árboles centenarios, un pequeño tren, un parque de animales...